# Медаль имени Александра фон Гумбольдта
Медаль имени Александра фон Гумбольдта — награда, учреждённая в 1878 году Берлинским географическим обществом. До 1984 года были награждены четырнадцать человек.

## Лауреаты
- 1878: Пржевальский, Николай Михайлович
- 1893: Экспедиция «Челленджера» (в лице Джона Меррея)[1]
- 1897: Нансен, Фритьоф
- 1909: Гедин, Свен
- 1912: Амундсен, Руаль
- 1928:Мерц, Альфред[нем.] (посмертно)
- 1953: Хаак, Герман[нем.]
- 1959: Лаутенсах, Герман[нем.], Зауэр, Карл Ортвин
- 1970: Имхоф, Эдуард[нем.]
- 1973: Бюдель, Юлиус
- 1978: Беш, Ганс, Харрис, Чаунси
- 1984: Вильгельми, Герберт[нем.]